# Lasius fallax
Lasius fallax es una especie de hormiga del género Lasius, tribu Lasiini, familia Formicidae. Fue descrita científicamente por Wilson en 1955.

## Distribución
Se distribuye por Canadá y los Estados Unidos.

## Hábitat
Habita debajo de piedras y rocas y nidos.